# بنات بحري (فلم)
بنات بحري فيلم مصري فكاهي غنائي من إنتاج سنة 1960.

## قصة الفيلم
نفوسة (ماري منيب) تاجرة ثرية في وكالة البلح في القاهرة، لديها ولدين، أحدهما سلامة (عبد السلام النابلسي) الذي يرغب السفر إلى الخارج، والزواج من النجمة الأمريكية مارلين مونرو، أما الثاني فهو عادل (ماهر العطار) الذي يهوى الغناء. يسافر الأخوان إلى الإسكندرية، وهناك يقابلان أختين هما الراقصة ريري، وأختها توحة (آمال فريد)، ويقعان في غرامهما.

## أغاني الفيلم
في الفيلم أغنيتين هما فاكرنا كلمات مأمون الشناوي، ولحن بليغ حمدي، والأخرى مرة الحب كلمات محمد حلاوة ولحن محمد الموجي.

## روابط خارجية
- مقالات تستعمل روابط فنية بلا صلة مع ويكي بيانات